# Grad (Brus)
Grad (Servisch cyrillisch Град) is een plaats in de Servische gemeente Brus. De plaats telt 97 inwoners (2002).